# Encyclia duveenii
Encyclia duveenii är en orkidéart som beskrevs av Guido Frederico João Pabst. Encyclia duveenii ingår i släktet Encyclia och familjen orkidéer. Inga underarter finns listade i Catalogue of Life.